# زردپره خانگی
زردپره خانگی (نام علمی: Emberiza sahari) نام یک گونه از تیرۀ زردپرگان است.